# Elysia Rotaru
Elysia Rotaru, née Crystal Elysia Lorraine Rotaru le 9 novembre 1984 à Vancouver au Canada, est une actrice de cinéma et de télévision.  Elle a fait ses débuts en 2008 dans la série télévisée Psych : Enquêteur malgré lui et s'est fait connaître par son rôle de Taiana Venediktov, dans la série Arrow,.

## Biographie
Elle est née à Vancouver, de parents roumains et est bilingue, en anglais et roumain. Dès son plus jeune âge, elle suit des cours de danse et participe à des pièces de théâtre scolaire ainsi qu'à des récitals de piano. Elle poursuit ses études de psychologie à l'université Simon Fraser, mais au milieu du programme elle s'oriente vers le théâtre, puis obtient un diplôme en beaux-arts avec une spécialisation dans le théâtre. En parallèle à sa carrière d'actrice, elle prépare un doctorat en médecine traditionnelle chinoise.
En 2021, elle prête sa voix à la super-héroïne de DC Comics Black Canary dans le film d'animation Justice Society: World War II.

## Filmographie
Sauf indication contraire, les informations mentionnées dans cette section peuvent être confirmées par la base de données cinématographiques IMDb,  présente dans la section « Liens externes ».

### Cinéma

#### Longs-métrages
- 2009 : Stan Helsing : Hot Girl #1
- 2011 : Journal d'un dégonflé : Rodrick fait sa loi : Claudia
- 2014 : Girl House (en) : Heather
- 2016 : Countdown (en) : A.D.A
- 2017 : Dead Again in Tombstone : Alicia
- 2017 : The Genesis Code (en) : Abby Harris
- 2017 : Residue : Monica
- 2017 : Heart of Clay : Bice
- 2019 : Sang froid (Cold Poursuit) de Hans Petter Moland :  la serveuse
- 2021 : Justice Society: World War II : Black Canary

#### Courts-métrages
- 2008 : Turducken : Assassin / Sexy Chick #1 (voix)
- 2009 : Deadweight : Kim
- 2010 : Crooked : Pamela
- 2013 : Let It Down
- 2013 : Amp : Zey
- 2014 : Earthlickers : Goddess O
- 2015 : Run : Sophie
- 2015 : The Wall : Brittany
- 2015 : Broken Masters : Lara Croft

### Télévision

#### Séries télévisées
- 2008 : Psych : Enquêteur malgré lui (saison 3, épisode 1) : Miss Lantern
- 2008 : Eureka (saison 3, épisode 2) : Terri Wallace
- 2008 / 2010 : Smallville (épisodes 8x06 / 9x15) : Elizabeth Bishop / Female Inn Guest
- 2010-2011 : Hellcats (saison 1, épisodes 6, 18 & 19) : Betsy
- 2011 : Mortal Kombat (saison 1, épisode 3) : Production Assistant
- 2011 : Sanctuary (saison 3, épisode 18) : Femme française
- 2012 : Fringe (saison 4, épisode 17) : Paige Randall
- 2012 : Choose Your Victim (mini-série) : Harper Hill
- 2012 / 2014 : Supernatural (épisodes 7x19 / 10x07) : Victoria Todd / Shaylene Johnson
- 2013 : King and Maxwell (saison 1, épisode 2) : Kelly
- 2013 : Mr. Young (saison 3, épisode 11) : Journaliste
- 2014 : Rush (saison 1, épisode 3) : Tina
- 2015 : Backstrom (saison 1, épisode 2) : Melinda Norburg
- 2015 : Motive (saison 3, épisode 8) : Pam Hexton
- 2015 : iZombie (pilote) : Tess
- 2015-2016 : Arrow (17 épisodes) : Taiana Venediktov
- 2016 : Reapers (mini-série) : Morana
- 2017 : Les Voyageurs du temps (saison 2, épisode 1) : Irene
- 2017 : Hard Days, Wet Nights
- 2018 : Nina's World (saison 2, épisode 13) : Mme Bianco
- 2018 : The Age of Adulting : Cory (2015)
- 2018 : Lip Sync Battle : voix
- 2019 : Darrow & Darrow (mini-série, épisode 4) : Cassie Piper
- 2020 : Les 100 (saison 7, épisode 13) : Musgrave
- 2021 : Les enquêtes du Chronicle (mini-série, épisode 5) : Ivy
- 2021 : Turner & Hooch (saison 1, épisode 3) : Krista St. Jean

#### Séries d'animation
- 2015 : Lego Star Wars : Les Contes des Droïdes (saison 1, épisode 3) : Sabine Wren (voix)
- 2017 : My Little Pony : Les amies, c'est magique (saison 7, épisode 16) : Sable Spirit (voix)
- 2018 : Corner Gas Animated (saison 1, épisode 7) : 60's Girl #2 / Female Hipster (voix)
- 2019 : Marvel Super Hero Adventures (saison 3, épisode 4) : She-Hulk (voix)

#### Téléfilms
- 2012 : À la recherche de Madame Noël (Finding Mrs. Claus) de Mark Jean : Emily
- 2017 : Cocaine Godmother de Guillermo Navarro : Femme colombienne
- 2018 : Sur les pistes de l'amour (Love on the Slopes) de Paul Ziller : Kate
- 2018 : Dumbbells de Theo Kim : Ananda
- 2019 : Darrow & Darrow 4: Burden of Proof de Michael Robison : Cassie Piper
- 2021 : Un amour inévitable (It Was Always You) de Michael Robison : Louise
- 2021 : Un amour de boulanger (The Baker's Son) de Mark Jean : Mary

## Source de la traduction
- (en) Cet article est partiellement ou en totalité issu de l’article de Wikipédia en anglais intitulé « Elysia Rotaru » (voir la liste des auteurs).